# 貓眼三姐妹
《貓眼》是北条司創作的日本漫畫作品，1981年至1985年在《週刊少年Jump》上連載。1983年被改编成電視動畫，於日本電視台播出；1990年在香港亞洲電視本港台播出，90年代中期在台灣中國電視公司星期六下午與三立都會台晚間播出，2009年和2011年在上海广播电视台炫动卡通频道播出。除此之外，还被改编成廣播劇、電影和電視劇(兩套作品分別由日陸製作)。系列漫畫的累計發行量已達到1800萬冊。

## 故事概要
「貓眼」是專門竊取美術作品的盜賊集團，她們作案時總會留下带有貓眼字樣的卡片。被貓眼所盗的美術作品都屬於她們失散多年的父親邁克爾·海因茨（一位著名的藝術收藏家）所擁有。犬鳴警察署刑警内海俊夫负責調查貓眼的案子，但是逮捕行動卻一次又一次因貓眼逍遙法外而失敗。來生瞳是内海俊夫的女友，經營一家同樣名為“猫眼”的咖啡廳。内海俊夫卻不知道，來生瞳即是貓眼三姐妹之一。

## 登場人物
來生瞳（日本配音員：戶田惠子／小松未可子（2025年）；台灣配音員：李宛鳳（中視）／丘梅君（三立都會台）／錢欣郁（城市獵人劇場版：新宿PRIVATE EYES）／傅其慧（魯邦三世VS貓眼）／馮嘉德（城市獵人劇場版：天使之淚）；香港配音員：黃小英；中國配音員：范蕾穎）
本作的女主角。來生三姐妹中的次女，是三姐妹之中身手最好的一位，在盜竊藝術品與名畫行動中一直處於主導地位。她与接手貓眼案子的俊夫自高校時代起就保持戀人關係，不過俊夫并不清楚瞳的真實身份。
來生淚（日本配音員：藤田淑子／戶田惠子（城市獵人劇場版：新宿PRIVATE EYES）／深見梨加（魯邦三世VS貓眼）／小清水亞美（2025年）；台灣配音員：朱憶華（中視）／李宛鳳（三立都會台）／楊凱凱（城市獵人劇場版：新宿PRIVATE EYES）／汪世瑋（魯邦三世VS貓眼）／傅其慧（城市獵人劇場版：天使之淚）；香港配音員：徐愛貞；中國配音員：姚培華）
來生三姐妹中的長女，性格冷静沉着，是三姐妹中的大姊，也是身為孤兒的三姊妹精神上的領導者。在偷竊藝術品與名畫行動中負責擬定計畫。
來生愛（日本配音員：坂本千夏／花守由美里（2025年）；台灣配音員：丘梅君（中視）／謝佼娟（三立都會台）／陶敏嫻（城市獵人劇場版：新宿PRIVATE EYES）／楊詩穎（魯邦三世VS貓眼）／林慕青（城市獵人劇場版：天使之淚）；香港配音員：賴雪芬；中國配音員：趙晴）
來生三姐妹中的三女，留着短髮，是女高中生。擅長機械操作及發明，在偷竊藝術品與名畫行動中負責製造危機拖累眾人。
内海俊夫（日本配音員：安原義人／佐藤拓也（2025年）；台灣配音員：于正昇（中視、魯邦三世VS貓眼）／符爽（三立都會台）；香港配音員：梁政平；中國配音員：張欣）
本作的男主角。自高校時代起就是瞳的男友，高校畢業後進入警察學校學習，後來成為犬鳴警察署刑警。最初担任搜查一課主任，貓眼特搜班成立後任特搜班主任，是负責处理「貓眼」案件的主要人物，雖是警察卻永遠抓不到「貓眼」，也永遠搞不清楚女友瞳就是「貓眼」。
淺谷光子（日本配音員：榊原良子；台灣配音員：謝佼娟（三立都會台）；香港配音員：譚淑英；中國配音員：黃笑嬿）
犬鳴署女刑警，俊夫的同事。戴着一副眼鏡，有深度近視。高傲自負，職業女性自居。從一開始就怀疑瞳是貓之眼之一。暗戀俊夫，更加視瞳為情敵。
課長（日本配音員：内海賢二；台灣配音員：葉三陽（三立都會台）；香港配音員：周永光）
俊夫的上司，本名不祥。原搜查一課課長，特搜班成立後任特搜班課長。
神谷真人
情報販子。外號『老鼠』的怪盜。與「貓眼三姊妹」專偷名畫及藝術品不同，感興趣的東西是寶石。
海原神（日本配音員：堀勝之祐）
財力雄厚的藝術品收藏家，自認為藝術界的『神』。經常阻撓「貓眼三姊妹」的計畫，是三姊妹的大敵。故事中暗示他是貓眼三姊妹的父親(三姊妹是孤兒)。在《城市獵人》中也有出現。

## 出版書籍
單行本
| 冊數 | 集英社     | 集英社             | 時報出版      | 時報出版           |
| 冊數 | 發售日期   | ISBN               | 發售日期      | ISBN               |
| ---- | ---------- | ------------------ | ------------- | ------------------ |
| 1    | 1982年4月  | ISBN 4-08-851451-3 | 1993年5月28日 | ISBN 957-13-0676-2 |
| 2    | 1982年8月  | ISBN 4-08-851452-1 | 1993年5月28日 | ISBN 957-13-0678-9 |
| 3    | 1982年11月 | ISBN 4-08-851453-X | 1993年6月18日 | ISBN 957-13-0679-7 |
| 4    | 1983年3月  | ISBN 4-08-851454-8 | 1993年6月28日 | ISBN 957-13-0681-9 |
| 5    | 1983年6月  | ISBN 4-08-851455-6 | 1993年7月8日  | ISBN 957-13-0682-7 |
| 6    | 1983年8月  | ISBN 4-08-851456-4 | 1993年7月8日  | ISBN 957-13-0683-5 |
| 7    | 1983年10月 | ISBN 4-08-851457-2 | 1993年7月18日 | ISBN 957-13-0684-3 |
| 8    | 1984年1月  | ISBN 4-08-851458-0 | 1993年7月18日 | ISBN 957-13-0685-1 |
| 9    | 1984年4月  | ISBN 4-08-851459-9 | 1993年7月28日 | ISBN 957-13-0686-X |
| 10   | 1984年7月  | ISBN 4-08-851460-2 | 1993年7月28日 | ISBN 957-13-0687-8 |
| 11   | 1984年10月 | ISBN 4-08-851461-0 | 1993年8月8日  | ISBN 957-13-0688-6 |
| 12   | 1985年1月  | ISBN 4-08-851462-9 | 1993年8月8日  | ISBN 957-13-0689-4 |
| 13   | 1985年2月  | ISBN 4-08-851463-7 | 1993年8月18日 | ISBN 957-13-0690-8 |
| 14   | 1985年3月  | ISBN 4-08-851464-5 | 1993年8月18日 | ISBN 957-13-0691-6 |
| 15   | 1985年4月  | ISBN 4-08-851465-3 | 1993年8月28日 | ISBN 957-13-0692-4 |
| 16   | 1985年5月  | ISBN 4-08-851466-1 | 1993年8月28日 | ISBN 957-13-0693-2 |
| 17   | 1985年6月  | ISBN 4-08-851467-X | 1993年9月8日  | ISBN 957-13-0694-0 |
| 18   | 1985年7月  | ISBN 4-08-851468-8 | 1993年9月8日  | ISBN 957-13-0695-9 |

愛藏版
| 冊數 | 集英社     | 集英社             |
| 冊數 | 發售日期   | ISBN               |
| ---- | ---------- | ------------------ |
| 1    | 1994年1月  | ISBN 4-08-782621-X |
| 2    | 1994年2月  | ISBN 4-08-782622-8 |
| 3    | 1994年3月  | ISBN 4-08-782623-6 |
| 4    | 1994年4月  | ISBN 4-08-782624-4 |
| 5    | 1994年5月  | ISBN 4-08-782625-2 |
| 6    | 1994年6月  | ISBN 4-08-782626-0 |
| 7    | 1994年7月  | ISBN 4-08-782627-9 |
| 8    | 1994年8月  | ISBN 4-08-782628-7 |
| 9    | 1994年9月  | ISBN 4-08-782629-5 |
| 10   | 1994年10月 | ISBN 4-08-782630-9 |

文庫版
| 冊數 | 集英社文庫 | 集英社文庫         |
| 冊數 | 發售日期   | ISBN               |
| ---- | ---------- | ------------------ |
| 1    | 1995年11月 | ISBN 4-08-617151-1 |
| 2    | 1995年11月 | ISBN 4-08-617152-X |
| 3    | 1996年1月  | ISBN 4-08-617153-8 |
| 4    | 1996年1月  | ISBN 4-08-617154-6 |
| 5    | 1996年2月  | ISBN 4-08-617155-4 |
| 6    | 1996年2月  | ISBN 4-08-617156-2 |
| 7    | 1996年3月  | ISBN 4-08-617157-0 |
| 8    | 1996年3月  | ISBN 4-08-617158-9 |
| 9    | 1996年4月  | ISBN 4-08-617159-7 |
| 10   | 1996年4月  | ISBN 4-08-617160-0 |

完全版
| 冊數 | 德間書店       | 德間書店           | 玉皇朝         | 玉皇朝                 | 尖端出版      | 尖端出版               |
| 冊數 | 發售日期       | ISBN               | 發售日期       | ISBN                   | 發售日期      | ISBN                   |
| ---- | -------------- | ------------------ | -------------- | ---------------------- | ------------- | ---------------------- |
| 1    | 2005年10月15日 | ISBN 4-19-780317-6 | 2020年7月31日  | ISBN 978-988-8671-45-8 | 2022年9月13日 | ISBN 978-626-3381-98-8 |
| 2    | 2005年10月15日 | ISBN 4-19-780318-4 | 2020年8月27日  | ISBN 978-988-8671-46-5 | 2022年9月13日 | ISBN 978-626-3381-99-5 |
| 3    | 2005年11月15日 | ISBN 4-19-780322-2 | 2020年10月10日 | ISBN 978-988-8671-64-9 | 2022年9月13日 | ISBN 978-626-3382-00-8 |
| 4    | 2005年11月15日 | ISBN 4-19-780323-0 | 2020年11月6日  | ISBN 978-988-8671-71-7 | 2022年9月13日 | ISBN 978-626-3382-01-5 |
| 5    | 2005年12月15日 | ISBN 4-19-780324-9 | 2020年12月2日  | ISBN 978-988-8671-80-9 | 2022年9月13日 | ISBN 978-626-3382-02-2 |
| 6    | 2006年1月14日  | ISBN 4-19-780326-5 | 2020年12月24日 | ISBN 978-988-8671-83-0 | 2022年9月13日 | ISBN 978-626-3382-03-9 |
| 7    | 2006年2月15日  | ISBN 4-19-780328-1 | 2021年1月27日  | ISBN 978-988-8671-86-1 | 2022年9月13日 | ISBN 978-626-3382-04-6 |
| 8    | 2006年3月15日  | ISBN 4-19-780330-3 | 2021年3月2日   | ISBN 978-988-8742-01-1 |               |                        |
| 9    | 2006年3月15日  | ISBN 4-19-780331-1 | 2021年3月30日  | ISBN 978-988-8742-32-5 |               |                        |
| 10   | 2006年4月15日  | ISBN 4-19-780333-8 | 2021年4月30日  | ISBN 978-988-8742-33-2 |               |                        |
| 11   | 2006年4月15日  | ISBN 4-19-780334-6 | 2021年6月2日   | ISBN 978-988-8742-46-2 |               |                        |
| 12   | 2006年5月15日  | ISBN 4-19-780338-9 | 2021年7月1日   | ISBN 978-988-8742-47-9 |               |                        |
| 13   | 2006年5月15日  | ISBN 4-19-780339-7 | 2021年7月31日  | ISBN 978-988-8742-68-4 |               |                        |
| 14   | 2006年6月15日  | ISBN 4-19-780342-7 | 2021年8月31日  | ISBN 978-988-8742-69-1 |               |                        |
| 15   | 2006年6月15日  | ISBN 4-19-780343-5 | 2021年9月30日  | ISBN 978-988-8742-71-4 |               |                        |

### 相關書籍
皆由集英社出版發行。
- 《キャッツ♥アイ》小説版（原作：北条司／著：高屋敷英夫）
  - 1996年12月発行 ISBN 4-08-703055-5

- 《Parrot 幸福の人》（原作：北条司／Digital Work：永田太・Playboy Comics BART EDITON）彩色漫畫
  - 2000年3月22日發售、ISBN 4-08-857040-5

## 電視動畫

### 製作人員
- 製片人：初川則夫（日本電視台）、加藤俊三
- 系列構成：飯岡順一
- 總監：竹內啓雄／兒玉兼嗣
- 角色設計：杉野昭夫
- 作畫監督：平山智、塚田信子、富田邦
- 美術監督：水谷利春、早乙女滿、石垣努、小關睦夫
- 攝影監督：高橋宏固
- 錄音監督：加藤敏
- 音樂監督：鈴木清司（選曲：合田豐）
- 音樂：大谷和夫
- 製作：東京電影新社

### 主題曲
| 歌曲                      | 歌         | 作詞     | 作曲       | 編曲     |
| ------------------------- | ---------- | -------- | ---------- | -------- |
| 「CAT'S EYE」（第1期）    | 杏里       | 三浦徳子 | 小田裕一郎 | 大谷和夫 |
| 「デリンジャー」（第2期） | 刀根麻理子 | 三浦徳子 | 佐藤健     | 新川博   |

### 片尾曲
| 歌曲                                   | 歌                                 | 作詞                                                 | 作曲       | 編曲     |
| -------------------------------------- | ---------------------------------- | ---------------------------------------------------- | ---------- | -------- |
| 「Dancing with the sunshine」（第1期） | 杏里、キャシー・リン（第13話より） | 三浦徳子 / 訳詞（第13話より） - ブライアン・リッチー | 小田裕一郎 | 大谷和夫 |
| 「HOT STUFF」（第2期）                 | シェリー・サベッジ                 | ブライアン・リッチー                                 | つのごうじ | 新川博   |

### 每集标题
- 以下各集中文标题，以中國播映版为主。

1. 君はセクシーな泥棒
2. ようこそ警察へ
3. うるさい小悪魔にご用心
4. 挑戦者はパリの匂い
5. 夜間飛行は危険な香り
6. ちょっとだけ恋人気分
7. ラブサインは華やかに
8. 遥かなるトットチーノ
9. とってもおかしな大追跡
10. ドッグフードはお好き
11. アメリカの危険な誘惑
12. ヨーロッパの華麗な誘惑
13. 行かないで私の恋
14. クレオパトラの身代金
15. 真夜中に翔べレオタード
16. 月曜日は微笑む時
17. 死神には銃弾がふさわしい
18. 追いつめられて
19. あなただけに今晩は
20. 恋人たちのホリデー
21. 一度だけあなたに会いたい
22. 雪降る日の訪問者
23. 冬は恋の陽だまり
24. サンタが空から降ってきた
25. 12時の鐘が鳴るとき
26. ルナン島より愛をこめて
27. ルナン島危機一髪
28. うしなわれた記憶
29. ショーは華やかに
30. アスレチックは死の匂い
31. それはキッスで始まった
32. 美術館は危険がいっぱい
33. 標的はプロポーズ
34. 君はハインツを見たか？
35. 暴け！キャッツの秘密
36. ハインツを知る男

1. フランスから来た牝猫
2. ミッドナイトに濡れて舞う
3. 天使たちの身代金
4. 暗闇でどっきり
5. 狩人はバッジをつけていた
6. 盗まれたアイ・ラブ・ユー
7. おいしい生活
8. 華麗なる罠
9. 恋の狂走曲
10. もっとも危険なゲーム
11. プレゼントはパパのワイン
12. 冬の夜のミステリー
13. 横浜ベイブルース
14. 君に星の涙を
15. 偽りのウェディング・ベル
16. 甘い誘いに気をつけて
17. さらば、冬のカモメ
18. 課長のほれた女
19. 犬鳴署三重奏
20. 転校生に胸さわぎ
21. 悪党どもに鎮魂歌を
22. 幻の女を愛した俊夫
23. 恋は突然に
24. エイプリルフールはお熱く
25. 気まぐれスクランブル
26. 恋のハーフタイム
27. 泣くな犬鳴トリオ
28. サヨナラ、ボクのママ達
29. フルムーンに乾杯
30. ダンスは星空で
31. 素晴らしきレオタード
32. 瞳にくびったけ
33. キャッツにハートブレイク
34. 南十字星に愛をこめて
35. 君の素顔はシルエット
36. 盗みのチャンスは一度だけ
37. 愛のカーテンコール

## 動畫（2025年版）
將於2025年推出動畫新作《貓眼 Cat’s Eye》，Disney+獨佔上線。由Ado翻唱杏里的「CAT'S EYE」一曲。請見動畫官方網站

## 廣播劇
《貓眼》廣播劇於1982年11月15日在NHK廣播第1頻率播放。

## 剧场版
猫眼三姐妹以客串形式出演2019年剧场版《城市猎人 新宿 PRIVATE EYES》猫眼三姐妹并协助主角团完成任务。
2023年與魯邦三世合作電影《LUPIN THE 3rd vs. CAT'S EYE》，共同尋找三姊妹父親所留下的系列畫作"女孩與花"。

## 電視劇
《貓眼》電視劇於1988年7月23日在日本電視台播放。

## 電影
《貓眼》於1997年改編成電影，又名《貓眼神偷》，於1997年8月30日上映共，播放時間是92分，由藤原紀香飾演來生淚，稻森泉飾演來生瞳，內田有紀飾演來生愛。
- 互联网电影数据库（IMDb）上《貓眼三姐妹》的资料（英文）

## 續作
續作《CAT's 愛》，由北条司擔任原作，作畫由阿佐維信負責，在《月刊COMIC ZENON》創刊號2010年12月號到2014年3月號期間連載，單行本共8冊。